# Nine Track Mind
Nine Track Mind — дебютный студийный альбом американского певца Чарли Пута. Был выпущен 29 января 2016 года лейблом «Atlantic Records», хотя планировался к релизу 6 ноября 2015 года. Пут также стал продюсером всего альбома.
Лид-сингл «Marvin Gaye» при участии Меган Трейнор был выпущен 10 февраля 2015 года. Он занял 21 позицию в американском чарте «Billboard Hot 100» и дебютировал ещё в ряде стран, включая Европу, Ирландию, Новую Зеландию и Великобританию. Второй сингл — «One Call Away» был выпущен 20 августа того же года, и пиковой позицией в «горячей сотне» стала 12 строчка. 11 мая 2016 года был выпущен третий сингл — «We Don’t Talk Anymore» при участии Селены Гомес.
Nine Track Mind занял пиковую шестую строчку в чарте Billboard 200, и несмотря на коммерческий успех, получил в основном негативные отзывы музыкальных критиков, заработав 37 баллов из 100 возможных на сайте Metacritic, став 15-м самым низко оценённым альбомом на сайте.
Финальный трек-лист был объявлен 11 декабря 2015 года. Пут начал Nine Track Mind Tour в марте 2016 года.
«Marvin Gaye», записанный при участии Меган Трейнор, был выпущен 10 февраля 2015 года в качестве первого сингла.
«One Call Away» был анонсирован Путом как второй сингл 4 августа 2015 года, и стал доступен вместе с предзаказом альбома 29 января 2016 года.
11 мая 2016 года Пут анонсировал «We Don’t Talk Anymore», записанный при участии Селены Гомес как третий сингл с альбома. Он отправился на радиостанции США 24 мая.
Nine Track Mind в основном был встречен негативными отзывами музыкальных критиков. На популярном сайте Metacritic альбом заработал всего лишь 37 баллов с 7 рецензии с указанием «крайне неблагоприятные отзывы», став 15-м самым низко оценённым альбомом на данном сайте. Рейчел Эрости из The Guardian дала альбому три звезды из пяти, сказав: «Стандарт его написания песен всё также высок, и его главная тема — романтическая одержимость, граничащая с мазохистской, делает альбом горящим». В негативном отзыве от Джиа Талентино из Pitchfork Media упоминается талант Пута и «огромные способности» — указание, что «эмоциональный диапазон альбома ухватывает весь спектр света, и создаётся общее ощущение, что Nine Track Mind направлен на голость: дети, предрассудки и дискомфортная вощёность».

## Список композиций
| №                   | Название                                            | Автор(ы)                                                                                                   | Продюсер(ы)                              | Длительность |
| ------------------- | --------------------------------------------------- | --- | ---------------------------------------- | ------------ |
| 1.                  | «One Call Away»                                     | Charlie Puth DJ Frank E MoZella Maureen Anne McDonald Matt Prime Shy Carter Breyan Isaac                   | DJ Frank E Matt Prime                    | 3:14         |
| 2.                  | «Dangerously»                                       | Puth James Abrahart The Monsters and the Strangerz Alexander "Xplicit" Izquierdo J.R. Rotem Jonathan Rotem | J.R. Rotem dj infamous Infamous Puth [a] | 3:19         |
| 3.                  | «Marvin Gaye» (совместно с Меган Трейнор)           | Puth Julie Frost Jacob Luttrell Nick Seeley                                                                | Puth                                     | 3:10         |
| 4.                  | «Losing My Mind»                                    | Puth Ruby Pickens Tartt Ruby Tartt Isaac Vera Hall                                                         | Puth Isaac [a]                           | 3:32         |
| 5.                  | «We Don't Talk Anymore» (совместно с Селеной Гомес) | Puth Jacob Kasher Hindlin Selena Gomez                                                                     | Puth                                     | 3:37         |
| 6.                  | «My Gospel»                                         | Puth Josh Kear                                                                                             | Puth                                     | 3:30         |
| 7.                  | «Up All Night»                                      | Puth Bonnie McKee Thomas Troelsen Giorgio Tuinfort                                                         | Jesse Shatkin Prime [b]                  | 3:10         |
| 8.                  | «Left Right Left»                                   | Puth Geoffrey Earley Paris Jones Marc Griffin Franks                                                       | Geoffro Cause DJ Frank E                 | 3:26         |
| 9.                  | «Then There's You»                                  | Puth Ross Golan Carolina Liar Johan Carlsson                                                               | Carlsson Puth [a]                        | 3:34         |
| 10.                 | «Suffer»                                            | Puth Breyan Stanley Isaac                                                                                  | Puth                                     | 3:30         |
| 11.                 | «As You Are» (совместно с Шеем Картером)            | Puth Rick Parkhouse George Tizzard Jack Martello Carter                                                    | Red Triangle                             | 3:55         |
| 12.                 | «Some Type of Love»                                 | Puth David Brook                                                                                           | Puth                                     | 3:07         |
| Общая длительность: | Общая длительность:                                 | Общая длительность:                                                                                        | Общая длительность:                      | 41:04        |

| №                   | Название                                              | Автор(ы)                             | Продюсер(ы)                  | Длительность |
| ------------------- | ----------------------------------------------------- | ------------------------------------ | ---------------------------- | ------------ |
| 13.                 | «See You Again» (Wiz Khalifa совместно с Чарли Путом) | Puth Franks Wiz Khalifa Andrew Cedar | Puth DJ Frank E Andrew Cedar | 3:49         |
| Общая длительность: | Общая длительность:                                   | Общая длительность:                  | Общая длительность:          | 44:53        |

| №   | Название                                                | Длительность |
| --- | ------------------------------------------------------- | ------------ |
| 14. | «Marvin Gaye» (совместно с Wale)                        | 3:20         |
| 15. | «Marvin Gaye» (совместно с Меган Трейнор (Bohem Remix)) |              |
| 16. | «One Call Away» (совместно с Tyga) (Remix))             | 3:12         |
| 17. | «One Call Away» (KLYMVX Remix)                          |              |

Заметки:
- ↑  обозначает сопродюсера
- ↑  обозначает дополнительного продюсера
- «Losing My Mind» содержит элементы песни Веры Холл — «Wild Ox Moan».

## Чарты
| Чарт (2016)                              | Пиковая позиция |
| ---------------------------------------- | --------------- |
| Австралия (ARIA)                         | 8               |
| Австрия (Ö3 Austria)                     | 17              |
| Бельгия/Фландрия (Ultratop)              | 17              |
| Бельгия/Валлония (Ultratop)              | 17              |
| Канада (Canadian Albums Chart)           | 5               |
| Чехия (ČNS IFPI)                         | 33              |
| Дания (Hitlisten)                        | 6               |
| Нидерланды (Album Top 100)               | 13              |
| Финляндия (Suomen virallinen lista)      | 43              |
| Франция (SNEP)                           | 5               |
| Германия (Offizielle Top 100)            | 36              |
| Ирландия (IRMA)                          | 18              |
| Италия (Classifica album)                | 21              |
| Japanese Albums (Oricon)                 | 17              |
| Новая Зеландия (RMNZ)                    | 2               |
| Норвегия (VG-lista)                      | 18              |
| Польша (ZPAV)                            | 24              |
| Шотландия (Scottish Albums Chart)        | 6               |
| South African Albums (RISA)              | 7               |
| South Korean Albums (Gaon)               | 33              |
| South Korean Albums International (Gaon) | 3               |
| Испания (PROMUSICAE)                     | 21              |
| Швеция (Sverigetopplistan)               | 24              |
| Швейцария (Schweizer Hitparade)          | 10              |
| Taiwanese Albums (Five Music)            | 1               |
| Великобритания (UK Albums Chart)         | 6               |
| США (Billboard 200)                      | 6               |

## Сертификации и продажи
| Страна         | Статус  | Продажи |
| -------------- | ------- | ------- |
| Япония         | —       | 11 441  |
| Южная Корея    | —       | 1 580   |
| Швеция         | Золото  | 20 000  |
| Великобритания | Серебро | 60 000  |
| США            | Золото  | 500 000 |